# Waycross
Waycross es una ciudad ubicada en el condado de Ware en el estado estadounidense de Georgia. En el año 2000 tenía una población de 15.333 habitantes.

## Geografía
Waycross se encuentra ubicada en las coordenadas 31°12′50″N 82°21′18″O / 31.21389, -82.35500 (31.213860, -82.354911)
Según la Oficina del Censo, la localidad tiene un área total de 30,3 km² (11,7 mi²), de la cual 30,3 km² (11,7 mi²) es tierra y 0 km² (0 mi²) (0.00%) es agua.

## Demografía
Según la Oficina del Censo en 2000 los ingresos medios por hogar en la localidad eran de $23,399, y los ingresos medios por familia eran $28,712. Los hombres tenían unos ingresos medios de $24,865 frente a los $18,750 para las mujeres. La renta per cápita para la localidad era de $13,468. 